# Dedicated to Bobby Jameson
Dedicated to Bobby Jameson è l'undicesimo album in studio dell'artista statunitense Ariel Pink pubblicato tramite l'etichetta discografica Mexican Summer il 15 settembre 2017.

## Storia dell'album
L'album è stato dedicato all'artista americano Bobby Jameson (1945-2015). Bobby Jameson era un cantautore americano degli anni '60 che ebbe in quel periodo un discreto successo ma poi scomparve improvvisamente dalle scene per alcune vicende personali, tra cui abuso di alcool e furti. Nel 2007, dopo che alcuni suoi dischi sono stati ristampati senza il suo consenso, è riapparso con alcuni post su internet e diversi video su YouTube, con grande stupore delle persone che lo credevano ormai morto da anni. Ritornato alla ribalta attaccò duramente i suoi manager e l'etichetta discografica di allora, accusandoli di averlo sfruttato per anni, con il risultato che, rimasto impoverito, divenne un alcolista e compì varie attività criminali.

## Tracce
1. Time to Meet Your Good – 2:41
2. Feels Like Heaven – 3:16
3. Death Patrol – 3:21
4. Santa's in the Closet – 3:02
5. Dedicated to Bobby Jameson – 3:51
6. Time to Live – 5:44
7. Another Weekend – 4:15
8. I Wanna Be Young – 2:37
9. Bubblegum Dreams – 3:13
10. Dreamdate Narcissist – 2:28
11. Kitchen Witch – 3:38
12. Do Yourself a Favor – 3:40
13. Acting – 4:32